# Capnolymma
Capnolymma is een kevergeslacht uit de familie van de boktorren (Cerambycidae). De wetenschappelijke naam van het geslacht werd voor het eerst geldig gepubliceerd in 1858 door Pascoe.

## Soorten
Capnolymma omvat de volgende soorten:
- Capnolymma sulcaticeps Pic, 1923
- Capnolymma borneana Ohbayashi N., 1994
- Capnolymma brunnea Gressitt & Rondon, 1970
- Capnolymma capreola Pascoe, 1866
- Capnolymma cingalensis Gahan, 1906
- Capnolymma ishiharai Ohbayashi N., 1994
- Capnolymma laotica Gressitt & Rondon, 1970
- Capnolymma ohbayashii Holzschuh, 2006
- Capnolymma similis Gressitt & Rondon, 1970
- Capnolymma stygia Pascoe, 1858